# Helse
Helse ist eine Gemeinde im Kreis Dithmarschen in Schleswig-Holstein.

## Geografie

### Lage
Die Gemeinde, die direkt an das Stadtgebiet von Marne grenzt, liegt auf der Marsch. Durch das Gemeindegebiet führt die Bundesstraße 5, die hier Marne und Meldorf miteinander verbindet. Südlich von Helse verläuft die ehemalige Bahnstrecke St. Michaelisdonn–Friedrichskoog.

### Gemeindegliederung
Die Flächengemeinde besteht aus den Ortsteilen Darenwurth, Helse, Helserdeich, Hembüttel, Krumwehl, Norderlandsteig, Triangel, Vitt und Zippelkoog.

### Nachbargemeinden
Nachbargemeinden sind im Uhrzeigersinn im Norden beginnend die Gemeinden Trennewurth, Volsemenhusen, Marne, Marnerdeich und Kronprinzenkoog (alle im Kreis Dithmarschen).

## Geschichte
Am 1. April 1934 wurde die Kirchspielslandgemeinde Marne aufgelöst. Alle ihre Dorfschaften, Dorfgemeinden und Bauerschaften wurden zu selbständigen Gemeinden/Landgemeinden, so auch Helse-Helserdeich-Darenwurth.

## Politik

### Gemeindevertretung
Bei der Kommunalwahl am 14. Mai 2023 wurden insgesamt elf Sitze vergeben. Von diesen erhielt die Bürgerliche Wählervereinigung Helse sieben Sitze und die SPD vier Sitze.

### Wappen
Blasonierung: „In Grün die goldene, in der durchbohrten Mitte blaue, einem Windrad ähnliche plastische Figur des Bildhauers Paul Heinrich Gnekow an der Sporthalle in Helse.“
Unweit von Marne liegt das ehemals ausschließlich bäuerlich geprägte Dorf Helse. Ohne Schaden für die nach wie vor dominierende agrarwirtschaftliche Struktur der Gemeinde ist deren wirtschaftliche Entwicklung neuerdings durch einen Zuwachs an kleinen und mittleren Gewerbebetrieben gekennzeichnet. Im Sinne dieses strukturellen Wandels ist die bemerkenswerte, heraldisch ungewöhnliche Wappenfigur zu verstehen. Sie zeigt eine Art Mühlstein in einer Gestaltung, die an ein Feuerrad, einen Wasserstrudel oder auch an ein Windrad denken lässt. Zurückgehend auf ein in der Gemeindeöffentlichkeit präsentes Kunstwerk ist sie als ein Symbol für Bewegung im Sinne von Dynamik und Fortschritt gedacht. Die Lage Helses in der Nähe des Meeres wird versinnbildlicht durch das Blau der Nabe. Der sie umgebende Ring steht für den wahrscheinlich bereits Anfang des 11. Jahrhunderts errichteten „Goldenen Ring“, den ersten geschlossenen Seedeich.

## Bildung
Im Ort befindet sich eine Grundschule und seit 2022 ein Kindergarten, weiterführende Schulen sind in Marne.

## Vereine
In Helse gibt es den Sportverein SSV Helse.